# Ocupação antrópica
Ocupação antrópica é a ocupação de zonas terrestres pelo Homem e a decorrente de exploração, segundo as necessidades e as atividades humanas, dos recursos naturais. Isto se traduz em pressões ou impactos sobre o meio ambiente, que podem exceder a capacidade de suporte e de regeneração dos ecossistemas constitutivos da biosfera, contribuindo para o seu desequilíbrio.